# Хървое Стевич
Хървое Стевич (на хърватски: Hrvoje Stević) е хърватски шахматист, гросмайстор.

## Биография
Роден е на 8 януари 1980 г. Световен шампион за момчета до 16 години за 1996 г. Двукратен шампион на Хърватия за 2007 и 2012. Носител на купата на Хърватия с „HAŠK Mladost“ за 2011 г.
Участник на шест шахматни олимпиади и седем европейски отборни първенства (1997, 1999, 2003, 2005, 2009, 2011 и 2013). Участник в три издания на ежегодния турнир „Митропа“ (1997, 2002 и 2003), спечелвайки два медала – сребърен отборен (1997) и златен на трета дъска (2003).

## Турнирни резултати
- 2002 – Задар (първо място на „Задар Оупън“)[5]
- 2005 – Джаково (трето място след тайбрек в „А турнира“ на „Джаково Оупън“ с резултат 6,5 точки от 9 възможни)[6]
- 2010 – Риека (второ място след тайбрек на „Mediterranean Open“ с резултат 6,5 точки от 9 възможни)[7]
- 2011 – Задар (първо място на „Задар Оупън“)[5]
- 2012 – Задар (второ място след тайбрек на „Задар Оупън“)[8]

## Участия на шахматни олимпиади
| Година | Организатор    | Отбор    | Класиране (отборно) | Дъска         |
| 1998   | Елиста         | Хърватия | 25                  | Втора резерва |
| 2002   | Блед           | Хърватия | 23                  | Първа резерва |
| 2004   | Калвия         | Хърватия | 46                  | Четвърта      |
| 2008   | Дрезден        | Хърватия | 27                  | Четвърта      |
| 2010   | Ханти-Мансийск | Хърватия | 32                  | Първа         |
| 2012   | Истанбул       | Хърватия | 27                  | Втора         |